# (3174) Alcock
(3174) Alcock es un asteroide perteneciente al cinturón de asteroides descubierto por Edward L. G. Bowell desde la Estación Anderson Mesa, en Flagstaff, Estados Unidos, el 26 de octubre de 1984.

## Designación y nombre
Alcock se designó al principio como 1984 UV.
Más tarde, en 1987, fue nombrado en honor del astrónomo aficionado británico George Alcock (1912-2000).

## Características orbitales
Alcock está situado a una distancia media de 3,144 ua del Sol, pudiendo alejarse hasta 3,693 ua y acercarse hasta 2,595 ua. Su excentricidad es 0,1746 y la inclinación orbital 2,372 grados. Emplea en completar una órbita alrededor del Sol 2036 días.

## Características físicas
La magnitud absoluta de Alcock es 12.